# Зурбаган
Зурбага́н — выдуманный приморский город, который фигурирует во многих произведениях Александра Грина, долгое время жившего в Крыму.

## Описание Зурбагана
Отрывок из рассказа А. Грина «Зурбаганский стрелок»:
Я взял лучший номер в лучшей гостинице Зурбагана. На следующий день я обошёл город; он вырос, изменил несколько вид и характер улиц в сторону банального штампа цивилизации — электричества, ярких плакатов, больших домов, увеселительных мест и испорченного фабричными трубами воздуха, но в целом не утратил оригинальности. Множество тенистых садов, кольцеобразное расположение узких улиц, почти лишённых благодаря этому перспективы, в связи с неожиданными, крутыми, сходящими и нисходящими каменными лестницами, ведущими под темные арки или на брошенные через улицу мосты, — делали Зурбаган интимным. Я не говорю, конечно, о площадях и рынках. Гавань Зурбагана была тесна, восхитительно грязна, пыльна и пестра; в полукруге остроконечных, розовой черепицы, крыш, у каменной набережной теснилась плавучая, над раскаленными палубами, заросль мачт; здесь, как гигантские пузыри, хлопали, набирая ветер, огромные паруса; змеились вымпелы; сотни медных босых ног толклись вокруг аппетитных лавок с горячей похлёбкой, лепешками, рагу, пирогами, фруктами, синими матросскими тельниками  и всем, что нужно бедному моряку в часы веселья, голода и работы.
По мнению писателя Константина Паустовского, прототипом Зурбагана стал Севастополь (отрывок из предисловия Паустовского к книге Александра Грина «Избранное»):
…каждому, кто знает книги Грина и знает Севастополь, ясно, что легендарный Зурбаган — это почти точное описание Севастополя, города прозрачных бухт, дряхлых лодочников, солнечных отсветов, военных кораблей, запахов свежей рыбы, акации и кремнистой земли и торжественных закатов, вздымающих к небу весь блеск и свет отражённой черноморской воды.

Если бы не было Севастополя, не было бы гриновского Зурбагана с его сетями, громом подкованных матросских сапог по песчанику, ночными ветрами, высокими мачтами и сотнями огней, танцующих на рейде.

## Произведения Александра Грина, в которых упоминается Зурбаган

### Поэма
- 1917 — «Ли»[3]

### Рассказы
- 1912 — «Лужа бородатой свиньи»[4]
- 1913 — «Зурбаганский стрелок»[5]
- 1913 — «Сладкий яд города»[6]
- 1914 — «Редкий фотографический аппарат»[7]
- 1915 — «Возвращённый ад»[8]
- 1915 — «Капитан Дюк»[9]
- 1915 — «Охота на хулигана»[10]
- 1915 — «Убийство в рыбной лавке»[11]
- 1916 — «Вокруг света»[12]
- 1916 — «Львиный удар»[13]
- 1916 — «Огонь и вода»[14]
- 1916 — «Пьер и Суринэ»[15]
- 1916 — «Сто вёрст по реке»[16]
- 1917 — «Восстание»[17]
- 1917 — «Враги»[18]
- 1917 — «Создание Аспера»[19]
- 1918 — «Вперёд и назад»[20]
- 1918 — «Корабли в Лиссе»[21]
- 1924 — «Весёлый попутчик»[22]
- 1925 — «Серый автомобиль (рассказ)/Серый автомобиль»[23]
- 1926 — «Чужая вина»[24]
- 1927 — «Фанданго»[25]
- Год написания не установлен — «Встречи и приключения»[26]

### Романы
- 1925 — «Золотая цепь»[27]
- 1928 — «Бегущая по волнам»[28]
- 1930 — «Дорога никуда»[29]

## Песни, книги, кинофильмы, в которых упоминается Зурбаган

### Песни
- «Грин» («поседела волна, снизошла тишина и туман, словно кот на печи, тихо дремлет в ночи Зурбаган»), Павел Цветков, июнь 1967[30].
- «Парус» (из «Голубого огонька» «Дороги рыбацкие», муз. Г. Подэльский — сл. Л. Кондрашенко), Муслим Магомаев, 1969[31].
- «Я уеду в Зурбаган» (муз. Е. Птичкина — сл. М. Пляцковского), ВИА «Лейся, песня», 1975[32].
- «Посвящение молодёжи 40-х» (сл. Михаила Трегера), Михаил Трегер, 1985[33].
- «Гринландия» (муз. и сл. Кима Брейтбурга), группа «Диалог», 1986[34].
- «Зурбаган» (из к/ф «Выше Радуги», муз. Ю. Чернавского — сл. Л. Дербенёва), Владимир Пресняков-младший, 1986[35][36].
  - «Зурбаган» (муз. Ю. Чернавского — сл. Л. Дербенёва), группа «Приключения Электроников», альбом «Прекрасное далёко», 2001.
  - «Зурбаган» (муз. Ю. Чернавского — сл. Л. Дербенёва), группа «Злые куклы», альбом «Невероятные приключения Злых кукол», 2003[37].
- «Ассоль», Константин Ундров, альбом «Ночной аэропорт», 1987[38].
- «Чаечки», группа «Ляпис Трубецкой», альбом «Тяжкий», 2000[39].
- «Фабричная», группа «Ляпис Трубецкой», альбом «Золотые яйцы», 2004[40].
- «33 румб» (муз. и сл. В. Ланцберга).
- «Крысы не бьют чечётку», Александр Ф. Скляр и Ва-Банкъ, 2019[41].
- «Зурбаган 2.0» — Владимир Пресняков и Burito[42].

### Книги
- повести «Мой дедушка — памятник» (1969) и «Сундучок, в котором что-то стучит» (1976), автор Василий Аксёнов.
- романы «Всё золото мира, или отпуск в Зурбагане» (2004), «Разработчик, или побег в рай» (2005), автор Леонид Острецов.
- роман «Во мрак» (2011), из серии «Метро 2033», автор Андрей Дьяков.
- повесть «Позывные Зурбагана», автор Валентина Мухина-Петринская.
- роман «Специальный корреспондент» (2022, 2-я книга серии «Старый свет»), автор Евгений Капба. В книге Зурбаган находится в Южной Африке.

### Кинематограф
- «Бегущая по волнам», реж. Павел Любимов, 1967.
- «Блистающий мир», реж. Булат Мансуров, 1984.
- «Золотая цепь», реж. Александр Муратов, 1986.
- «Возвращение в Зурбаган», реж. Олег Гойда, 1990.
- «Выше Радуги», реж. Георгий Юнгвальд-Хилькевич, 1985.
- «Чрезвычайные обстоятельства», реж. Евгений Васильев, 1980.

### Певцы и группы
- Павло Шевчук и группа «Зурбаган»[43].